# 三菱树脂事件
三菱树脂事件（みつびしじゅしじけん），是指一起有关日本国宪法的基本人权的规定是否适用于私人之间（即“宪法的私人间效力”）的具有代表性的日本民事诉讼案。日本媒体又称其为“三菱树脂拒绝录用事件”。

## 案件概要

### 背景事实
1963年（昭和38年）3月，毕业于日本东北大学法学部的原告高野达男，被三菱树脂株式会社附条件录用，其作为将来的管理人员后备人才，需要经过三个月的试用期考核，且公司有权在试用期结束后解除劳动合同。在录用的面试中，原告对于是否在大学学习期间参加过学生运动这一问题，做出了否定的回答。但之后根据三菱树脂方面的调查，公司查明原告曾参与了1960年安保斗争运动，于是以“劳动合同的签订过程中存在欺诈”为由，在试用期届满后，拒绝正式录用原告。对此，原告在取得了保全劳动合同下的地位的临时处置裁定（東京地裁昭和39年4月27日裁定）后，以“三菱树脂公司拒绝正式录用的行为侵犯了劳动者的思想信仰之自由”为由，向东京地方法院提起了确认劳动合同下地位的本诉。

### 诉讼中的争议点及审判过程
东京地方法院作出的一审判决（1967年7月17日判决）支持了原告的诉讼请求。二审的东京高等法院（1968年6月12日判决）也认为“普通的商业企业与报社、学校等特殊的政治思想环境不同，即使雇用了具有特定的政治思想信仰的人员，也并不会因为其思想信仰而直接妨碍经营业务的展开，因此不得要求应聘者公开其政治思想信仰等内容”，支持了原告的诉讼请求。为此，三菱树脂向日本最高裁判所提起了上告（昭和43年（オ）第932号労働契約関係存在確認請求事件）。
本案中，原告方主张的劳动合同中的“思想信仰的自由”（日本国宪法第19条・日本国宪法第14条。另外参照勞動基準法第3条）与被告三菱树脂主张的“企业的经济活动及营业的自由”（日本国宪法第22条・日本国宪法第29条）这两种人权形成了正面的对立。此外，宪法中的人权规定一般应当适用于“国家”对“个人”之间的关系，而在个人与企业之间的法律纠纷中如何适用人权规定，本案例在解决这个问题上也成为了指导性案例。
1973年（昭和48年）12月12日，最高裁判所大法庭作出判决，明确主张“宪法的规定与该法第三章中其他自由权的保障性规定一样，其目的在于保障个人的基本自由和平等免受国家或公共团体的统治行为侵害，均为规范国家或公共团体与个人之间的关系之准则，并非直接规范个人之间的相互关系的规定。”，即所谓的“间接适用说”。法院进一步阐明：“在私法的支配关系下，如存在对个人的基本自由和平等的侵害或侵害的可能，且其程度超过了社会一般能够容忍的限度时，可以通过相应的立法对其进行纠正。并且在某些条件下，通过对私法自治的一般性限制规定民法1条、90条及侵权行为等各项规定的恰当运用，一方面可以尊重私法自治的原则，同时也能够保护基本的自由或平等的利益不受到超过社会一般能够容忍的限度的侵害，对两者进行妥善的调整。因此，虽然个人的基本自由或平等是必须尊重的重要法益，但并非将其绝对化，也不能将其等同于对统治行为的同等保护。”，认为本案的处理应当主要取决于民法等私法规定的解释。
在此基础上，最高法院认为，“劳动基准法第3条禁止因劳动者的信仰而对其工资或其他劳动条件作出歧视性行为，但这条法律仅仅限制了录用以后的劳动条件的设置，并非对是否录用本身做出了限制。以思想信仰为理由而拒绝录用的行为并不能直接认定为民法上的侵权行为。”，推翻了高等法院的判决，判定“以思想信仰的调查结果而拒绝录用的行为并不违法”。另外，最高法院将一直以来不明确的试用期的法律性质明确为“保留了解约权的劳动合同”，认为“根据保留解约权作出的解雇，与通常意义的解雇不能同日而语，前者应当被赋予更大的解雇自由。”。同时，法院认为在通常的解雇中，“因员工具有特定思想信仰而解雇”的行为，属于与劳动条件有关的歧视行为，违反了上述法规。”
最终，最高法院判定“公司对保留解约权的行使，从该解约权的目的来看，具有客观的合理性，在一般的社会观念中也可以接受”，认为高等法院在这一点上未能充分查明（具体而言，关于原告“隐瞒了加入团体及参加学生运动的事实”是否具有“客观的合理理由”等），撤销了二审判决，发回东京高等法院重审。

### 和解及后续发展
此后，1976年（昭和51年）3月11日，双方当事人在发回重审后的东京高等法院达成了和解。当时举行的记者招待会上，原告虽然仅35岁左右，但可能是由于这一场与大企业之间长达13年的诉讼拉锯战，饱受压力之后的原告已经出现了白发。此后，他仍被三菱树脂公司录用，并最终成功出任旗下子公司的社长一职。2005年（平成17年）8月22日，高野达男因脑梗塞去世，享年65岁。

## 相关书籍
- 田中二郎、佐藤功、野村二郎《戦後政治裁判史録4》（第一法規出版）
- 高野不当解雇撤回対策委《石流れ木の葉沈む日々に》（旬報社）

## 关联条目
- 昭和女子大学事件 – 与三菱树脂事件相同，判决采纳了间接适用说。
- 日立就職差别事件
- 笹崎里菜 - 日本电视台的女主持人。在内定录用后，电视台发现她隐瞒了曾经从事过陪酒女郎的兼职工作，立即撤销了对其的录用。最终通过诉讼，笹崎与电视台达成和解，被正式录用。